# Palm Treo

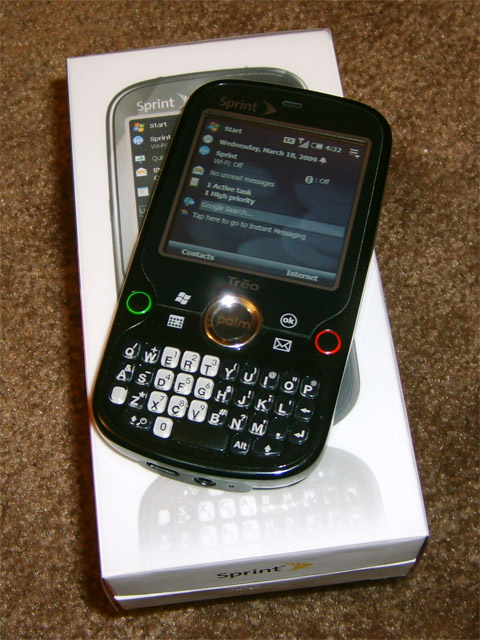
Palm Treo Pro.

Palm Treo é uma série de assistente pessoal digital e smartphones produzida inicialmente pela Handspring e posteriomente pela Palm, Inc., rodavam inicialmente o sistema operacional Palm OS e posteriomente o Windows Mobile a partir do modelo 700, posteriormente foi substituido pela série Palm Pre.

## História
No total, foram produzidos dezenove dispositivos, o primeiro foi o Treo 90. Em 2002, único que é somente um assistente pessoal digital, no mesmo ano também foram lançados os Treo 180, Treo 180g e o Treo 270, este último sendo o primeiro com tela colorida. Em 2003 foi lançado o Treo 300 e Treo 600. Em 2004 o Treo 650. A partir de 2006 foram lançados o Treo 700w, Treo 700p, Treo 700wx, Treo 680, Treo 750 e Treo 750v. Em 2007 Treo 755p , Treo 500v e Palm Centro. Em 2008 Palm Treo 800w e Palm Treo Pro.